# No comment (албум)
No comment (срп. Без коментара) је други студијски албум фолк певачице Мине Костић, издат 2002 за ПГП РТС. На албуму се налази песма Да ли ме вара са тобом, дует са Јеленом Живановић, за коју је снимљен и музички спот. Такође је снимљен спот за песму Старији човек која је највећи хит ове певачице. Албум садржи и обраду народне песме Црне косе. Пратеће вокале на албуму су певале Мира Шкорић, Леонтина, док су текстове писале Марина Туцаковић и Љиљана Јорговановић.

## Списак песама
| №   | Назив                    | Текст                                 | Музика                         | Трајање |  |
| 1.  | Да ли ме вара са тобом   | А. Томић                              | Никос Карвелас                 | 4:14    |  |
| 2.  | Без коментара            | Марина Туцаковић, Љиљана Јорговановић | Живорад Јовановић (композитор) | 3:28    |  |
| 3.  | Ко се задњи смеје        | Марина Туцаковић, Љиљана Јорговановић | Живорад Јовановић              | 4:01    |  |
| 4.  | Старији човек            | Марина Туцаковић, Љиљана Јорговановић | Живорад Јовановић              | 3:54    |  |
| 5.  | Црне косе                | Милић Вукашиновић                     | Милић Вукашиновић              | 3:58    |  |
| 6.  | Кад запали за мном свеће | Марина Туцаковић, Љиљана Јорговановић | Живорад Јовановић              | 3:44    |  |
| 7.  | Ни у ватру, ни у води    | Марина Туцаковић, Љиљана Јорговановић | Живорад Јовановић              | 3:10    |  |
| 8.  | Где ћеш, где             | Добринко Попић                        | Добринко Попић                 | 3:38    |  |
| 9.  | Илузија                  | Марина Туцаковић, Љиљана Јорговановић | Живорад Јовановић              | 3:41    |  |
| 10. | Да ли осећаш потребу     | Јасмина Адемовић                      | Нинослав Адемовић              | 3:35    |  |